# Tadeusz Kondrusiewicz
Tadeusz Kondrusiewicz (in bielorusso Тадэвуш Кандрусевіч?, Tadevuš Kandrusiěvič; Odelsk, 3 gennaio 1946) è un arcivescovo cattolico bielorusso di origine polacca, dal 3 gennaio 2021 arcivescovo emerito di Minsk-Mahilëŭ.

## Biografia
Nato da una famiglia di etnia polacca nei territori annessi alla RSS Bielorussa, sacerdote dal 31 maggio 1981, il 10 maggio 1989 è stato nominato da papa Giovanni Paolo II amministratore apostolico di Minsk e, contemporaneamente, vescovo titolare di Ippona Zarito. Lo stesso papa Wojtyła lo ha consacrato vescovo nella basilica di San Pietro in Vaticano il successivo 20 ottobre.
Il 13 aprile 1991 Giovanni Paolo II lo ha nominato amministratore apostolico per tutta la Russia Europea fino a quando, l'11 febbraio 2002, il Pontefice ha provveduto alla riorganizzazione della Chiesa in Russia erigendo varie diocesi tra cui l'arcidiocesi della Madre di Dio a Mosca di cui Kondrusiewicz è stato nominato primo arcivescovo.
Dal 1999 al 2005 è stato anche presidente della Conferenza Episcopale Russa.
In seguito alle dimissioni per raggiunti limiti d'età del cardinale Kazimierz Świątek dall'ufficio di arcivescovo di Minsk-Mahilëŭ, accolte il 14 giugno 2006, papa Benedetto XVI lo ha nominato suo successore il 21 settembre 2007.
Il 30 giugno 2011 Benedetto XVI lo ha nominato anche amministratore apostolico ad nutum Sanctae Sedis della diocesi di Pinsk, incarico cessato il 3 maggio 2012 quando lo stesso papa ne ha nominato vescovo Antoni Dziemianko.
Il 3 giugno 2015 è stato nominato presidente della Conferenza Episcopale della Bielorussia.
Il 3 gennaio 2021 papa Francesco ha accolto le sue dimissioni per raggiunti limiti d'età.

## Genealogia episcopale e successione apostolica
La genealogia episcopale è:
- Cardinale Scipione Rebiba
- Cardinale Giulio Antonio Santori
- Cardinale Girolamo Bernerio, O.P.
- Arcivescovo Galeazzo Sanvitale
- Cardinale Ludovico Ludovisi
- Cardinale Luigi Caetani
- Cardinale Ulderico Carpegna
- Cardinale Paluzzo Paluzzi Altieri degli Albertoni
- Papa Benedetto XIII
- Papa Benedetto XIV
- Papa Clemente XIII
- Cardinale Enrico Benedetto Stuart
- Papa Leone XII
- Cardinale Chiarissimo Falconieri Mellini
- Cardinale Camillo Di Pietro
- Cardinale Mieczysław Halka Ledóchowski
- Cardinale Jan Maurycy Paweł Puzyna de Kosielsko
- Arcivescovo Józef Bilczewski
- Arcivescovo Bolesław Twardowski
- Arcivescovo Eugeniusz Baziak
- Papa Giovanni Paolo II
- Arcivescovo Tadeusz Kondrusiewicz

La successione apostolica è:
- Cardinale Kazimierz Świątek (1991)
- Vescovo Aleksander Kaszkiewicz (1991)
- Arcivescovo Paolo Pezzi, F.S.C.B. (2007)
- Vescovo Juryj Kasabucki (2014)